# Mac Otten
Mac William Otten (Bellefontaine, Ohio; 16 de diciembre de 1925-Centerville, Ohio; 26 de diciembre de 2015) fue un jugador de baloncesto estadounidense que disputó una temporada en la NBA y otra más en la NPBL. Con 2,01 metros de estatura, jugaba en la posición de ala-pívot. Es hermano del también jugador profesional Don Otten.

## Trayectoria deportiva

### Universidad
Jugó durante tres temporadas con los Falcons de la Universidad de Bowling Green, uniéndose al equipo un año después de la graduación de su hermano Don en 1946. Llevó a los Falcons a un balance de 79 victorias y 20 derrotas, disputando en dos ocasiones el NIT. En 1947 y 1948 fue elegido mejor jugador del equipo, y al año siguiente ejerció como capitán.

### Profesional
Fue elegido en la vigésimo sexta posición del Draft de la NBA de 1949 por Indianapolis Jets, pero acabó fichando por los Tri-Cities Blackhawks, con los que disputó 12 partidos en los que promedió 3,3 puntos. En el mes de noviembre fue traspasado a los St. Louis Bombers a cambio de Mike Todorovich, donde acabó la temporada promediando 2,2 puntos por partido.
Tras la desaparición de los Bombers, se produjo un draft de dispersión, en el que fue elegido por los Minneapolis Lakers, quienes desestimaron su fichaje, firmando entonces por los Waterloo Hawks de la NPBL, donde jugó una temporada en la que promedió 5,5 puntos por partido.

## Estadísticas de su carrera en la NBA

### Temporada regular
| Temporada | Edad | Equipo                | Liga | Pos. | P  | TIT | MIN | TC  | TCA | %TC  | 3P | 3PA | %3P | TL  | TLA | %TL  | R.OF. | R.DEF. | REB | ASIS | ROB | TAP | PER | FP  | PTS |
| 1949-50   | 24   | TOTAL                 | NBA  |      | 59 |     |     | 0.9 | 2.6 | .329 |    |     |     | 0.7 | 1.4 | .494 |       |        |     | 0.6  |     |     |     | 2.0 | 2.4 |
| 1949-50   | 24   | Tri-Cities Blackhawks | NBA  |      | 12 |     |     | 1.0 | 2.8 | .353 |    |     |     | 1.3 | 1.8 | .682 |       |        |     | 0.9  |     |     |     | 2.3 | 3.3 |
| 1949-50   | 24   | St. Louis Bombers     | NBA  |      | 47 |     |     | 0.8 | 2.6 | .322 |    |     |     | 0.5 | 1.3 | .424 |       |        |     | 0.5  |     |     |     | 2.0 | 2.2 |
| Total     |      |                       | NBA  |      | 59 |     |     | 0.9 | 2.6 | .329 |    |     |     | 0.7 | 1.4 | .494 |       |        |     | 0.6  |     |     |     | 2.0 | 2.4 |